# BET Lifetime Achievement Award
Der BET Lifetime Achievement Award wird seit 2001 jährlich im Rahmen der BET Awards von Black Entertainment Television vergeben. Er richtet sich an Künstler in den Bereichen Musik, Schauspiel, Film und Sport, die im Rahmen der Preisverleihung vergeben werden  Theoretisch ist er nicht musikalische Künstler beschränkt, jedoch ist Schauspieler Samuel L. Jackson der einzige Preisträger, der nicht aus dem Bereich der Black Music kam. Es handelt sich um einen Preis für das Lebenswerk des Künstlers. Der Award wurde insgesamt 21 mal vergeben. Whitney Houston war die erste Preisträgerin bei den BET Awards 2001.

## Liste der Preisträger
- 2001: Whitney Houston
- 2002: Earth, Wind & Fire
- 2003: James Brown
- 2004: The Isley Brothers
- 2005: Gladys Knight
- 2006: Chaka Khan
- 2007: Diana Ross
- 2008: Al Green
- 2009: The O’Jays
- 2010: Prince
- 2011: Patti LaBelle
- 2012: Maze Featuring Frankie Beverly
- 2013: Charlie Wilson
- 2014: Lionel Richie
- 2015: Smokey Robinson
- 2016: Samuel L. Jackson
- 2017: New Edition
- 2018: Anita Baker
- 2019: Mary J. Blige
- 2021: Queen Latifah
- 2022: Sean Combs